# 松枝賀子
松枝贺子（日语：／ Matsueda Noriko，1971年12月18日—）是日本前电子游戏作曲家。她以为《前线任务》、《赌神》和《最终幻想X-2》配乐而知名。松枝和作曲家同事江口贵勅合作为多个游戏配乐。她在幼年就开始创作音乐，在三岁时开始学钢琴和电子琴。他毕业于东京音乐学院尚美，并在那里结识江口。
他在1994年加入史克威尔（今史克威尔艾尼克斯），并在就职期间为9部游戏创作音乐。他最后的作品是2004年的《最终幻想X-2》钢琴编曲专辑《最终幻想X-2钢琴选辑》，之后她和江口离开公司。他在作品中主要使用爵士配乐。

## 传记
松枝贺子出生于日本栃木市，并从幼年开始创作音乐。他在3岁时学习音乐知识，并继续学习钢琴和电子琴。松枝在东京音乐学院尚美学习各种作曲与演奏课程，并在这里结识了她的长期合作伙伴江口贵勅。她在1994年进入史克威尔工作，第一个任务是和下村阳子为1995年的《前线任务》配乐。他接着又为《时空之轮》谱了一首《头目战1》，音乐由植松伸夫编曲。1996年他为多人谱曲的《Tobal No. 1》谱了《Tower Block》。翌年他又为《前线任务2》创作了原声。
1999年松枝和江口首次重大合作，为角色扮演竞速游戏《极速横滨》创作了配乐，其中合成器程序员山崎良提供了三首曲目。松枝创作了除战斗、开场和片尾主题曲外的全部音乐。他们于2000年PlayStation 2游戏《保镖》中再度合作，这次两人负责的音乐数更为平等。有大量的作曲未在游戏中使用，而亦有许多后期制作要求。之后松枝为史克威尔用于《最终幻想XI》和《Tetra Master》的PlayOnline浏览器创作了25曲背景音乐。
之后她再次和江口合作，为2003年游戏《最终幻想X-2》创作了原声，其中松枝创作了大部分设定主题曲。因为游戏音乐完全未由系列例行作曲者植松伸夫创作，因而这成为系列中批评声最大的原声之一。不过虽然获得消极评价，但因为低预算，作品还是获得商业成功。次年她开始创作《最终幻想X-2》国际版《最终幻想X-2国际版 +最终任务》的音乐，并为《最终幻想X-2钢琴选辑》专题提供了三首混音。这张钢琴选辑是她在史克威尔艾尼克斯最后的作品，之后她和江口一起离开了公司。

## 音乐风格与所受影响
松枝以其爵士风格而著称，她常常在原声中加入这类音乐；她还涉及了爵士融合、酒吧和氛围。至于在她和江口的合作中，大部分爵士乐曲目由她创作，而电子音乐则主要由江口提供。松枝称，好奇心和敏感性是作曲家最优秀的品质，作曲中，观察、聆听、触摸、感受很多东西的重要因素。当问及为什么创作音乐时，松枝回答称，她觉得这是表达自己的恰当方式。
她称，乔治·格什温、赫比·汉考克、奇克·柯瑞亚、伊戈尔·斯特拉文斯基和古斯塔夫·马勒对她的音乐产生了影响。在为游戏作曲时，松枝从游戏的各个部分，包括情节、世界观、角色个性、图像和色调中获得灵感。她称她制作音乐时，会考虑声音对游戏的目标及其完全平衡。

## 音乐作品
| 电子游戏 | 电子游戏                     | 电子游戏  | 电子游戏                                                             |
| 年份     | 作品                         | 角色      | 合作者                                                               |
| -------- | ---------------------------- | --------- | -------------------------------------------------------------------- |
| 1995     | 前线任务                     | 作品/编曲 | 下村阳子                                                             |
| 1995     | 超時空之鑰                   | 作曲      | 光田康典和植松伸夫                                                   |
| 1996     | 圣龙战记                     | 作品/编曲 |                                                                      |
| 1996     | Tobal No. 1                  | 作品/编曲 | 光田康典、滨涡正志、仲野顺也、笹井隆司、川上太广、伊藤贤治和下村阳子 |
| 1997     | 前线任务2                    | 作品/编曲 |                                                                      |
| 1999     | 极速横滨                     | 作品/编曲 | 江口贵勅                                                             |
| 2000     | 保镖                         | 作品/编曲 | 江口贵勅                                                             |
| 2003     | 最终幻想X-2                  | 作品/编曲 | 江口贵勅                                                             |
| 2004     | 最终幻想X-2国际版 + 最终任务 | 作品/编曲 | 江口贵勅                                                             |
| 其它作品 |                              |           |                                                                      |
| 年份     | 作品                         | 角色      | 合作者                                                               |
| 2002     | 最终幻想X声乐选辑            | 作曲      | 江口贵勅、下村阳子、增本直树、石元丈青和植松伸夫                     |
| 2004     | 最终幻想X-2钢琴选辑          | 编曲      | 江口贵勅、国府弘子、佐山雅弘和菲比亚·雷萨·帕内                       |